# Resolució 845 del Consell de Seguretat de les Nacions Unides
La Resolució 845 del Consell de Seguretat de les Nacions Unides fou adoptada per unanimitat el 18 de juny de 1993. Després de recordar la Resolució 817 (1993) i considerant l'informe del Secretari General d'acord amb això, el Consell va instar tant a Grècia com a la República de Macedònia a continuar els esforços per resoldre la disputa de noms.
Foren apreciats els esforços dels copresidents del Comitè Directiu de la  Conferència Internacional sobre l'antiga Iugoslàvia, mentre que el secretari general Boutros Boutros-Ghali fou requerit per mantenir el Consell de Seguretat actualitzat de forma periòdica, amb l'objectiu de resoldre el problema abans de la 48a reunió de l'Assemblea general en setembre de 1993.